# Чёрный нарцисс
«Чёрный нарцисс» (англ. Black Narcissus) — психологическая драма об эмоциональном напряжении монахинь внутри монастыря в изолированной долине в Гималаях британских режиссёров Майкла Пауэлла и Эмерика Прессбургера.
Фильм снят по одноимённому роману Румер Годден. Премьера состоялась за несколько месяцев до провозглашения независимости Индии. По мнению Дэйва Кера, в то время фильм воспринимался как прощание с Британской империей.
«Чёрный нарцисс» получил признание за новаторство в техническом плане — оператор Джек Кардифф наполнил фильм яркими цветами, что принесло картине премию Американской киноакадемии за лучшую операторскую работу, за лучшую работу художника-постановщика и премию Золотой глобус за лучшую операторскую работу.
С 2010 года доступен на DVD от Criterion Collection.

## Сюжет
Несколько католических монахинь отправляются в далёкое селение в Гималаях, намереваясь основать там школу.
Через некоторое время они понимают, что выбрали «рубаху не по росту» — миссия оказывается настолько тяжела, что монахиням придётся выбрать — либо бежать, либо остаться, рискуя собственными жизнями. Ситуация осложняется присутствием молодого очаровательного мужчины, который становится предметом ревностного соперничества двух главных героинь.

## В ролях
- Дебора Керр — сестра Клода
- Флора Робсон — сестра Филиппа
- Дженни Лэрд[англ.] — сестра Хани
- Джудит Фёрс[англ.] — сестра Брайони
- Кэтлин Байрон — сестра Руфь
- Эсмонд Найт — старый генерал
- Сабу — молодой генерал
- Дэвид Фаррар — мистер Дин
- Джин Симмонс — Канчи
- Мэй Холлетт — Энгу Айя
- Шон Ноубл — Кон
- Нэнси Робертс — мать Доротея
- Лей Оун

## Награды и номинации
| Премия                | Категория                                                     | Лауреаты и номинанты                   | Результаты |
| --------------------- | ------------------------------------------------------------- | -------------------------------------- | ---------- |
| «Оскар»-1948          | за лучшую операторскую работу среди цветных фильмов           | Джек Кардифф                           | Победа     |
| «Оскар»-1948          | за лучшую работу художника-постановщика среди цветных фильмов | Альфред Юнге (постановщик и декоратор) | Победа     |
| «Золотой глобус»-1948 | за лучшую операторскую работу                                 | Джек Кардифф                           | Победа     |